# Creston (Washington)
Creston è un comune degli Stati Uniti d'America, situato nello Stato di Washington, nella Contea di Lincoln.